# Mon amour pour toi
"Mon amour pour toi" ("O meu amor para ti") foi a canção belga no Festival Eurovisão da Canção 1960 que se disputou em Londres.
A referida canção foi interpretada em francês por Fud Leclerc. Foi a quinta canção a ser cantada na noite do festival, a seguir à canção da Dinamarca Det var en yndig tid", interpretada por Katy Bødtger e antes da canção da Noruega "Voi Voi", interpretada por Nora Brockstedt. A canção belga terminou em 6.º lugar, tendo recebido um total de 9 pontos. No ano seguinte, em 1961, a Bélgica foi representada por Bob Benny que interpretaria o tema "September, gouden roos".

## Autores
- Letrista: Robert Montal
- Compositor: Jack Say
- Orquestrador:Henri Segers

## Letra
A canção é de estilo chanson e nela Leclerc descreve os sentimentos sobre a pessoa amada.